# Cipriano Morales Liñán
Cipriano Morales Liñán (1916-1990) fue un político y sindicalista español.

## Biografía
Nacido en la localidad cordobesa de Peñarroya-Pueblonuevo en 1916, era hijo del sindicalista Tiburcio Morales. Durante su infancia se trasladó a Puertollano, cuando su padre fue destinado a la zona. Siendo joven se afilió a la Agrupación Socialista de Puertollano y a la UGT. Durante la Guerra Civil luchó con las fuerzas republicanas, inicialmente encuadrado en las milicias y después con el Ejército Popular, llegando a estar destinado en la 58.ª Brigada Mixta. Capturado por los franquistas al final de la contienda, fue internado en un campo de concentración y pasó algunos años en presidio.
Durante la década de 1970 intervino en la reorganización del PSOE en la provincia de Ciudad Real, cuya estructura llegaría a liderar. En la legislatura constituyente de 1977-1979 fue senador por la circunscripción de Ciudad Real. Así mismo, en las elecciones municipales de 1979 resultó electo concejal del Ayuntamiento de Puertollano. En 1982 fue elegido primer presidente de la ejecutiva del PSOE de Castilla-La Mancha, si bien fue un cargo simbólico en un contexto en que iba siendo relegado de la primera línea política. Falleció en Puertollano en septiembre de 1990.